# فرانسوا مايستر
فرانسوا مايستر ، مواليد 14 في ديميني ( سون ولوار ) وتوفي في 16 في سيفر  ، هو الممثل والمخرج الفرنسي .

## سيرة
نجل الممثل الكوميدي والمسرحي أمان جوليان مايستر المعروف باسم مستعار جوليان، فرانسوا مايستري في كثير من الأحيان اشتركت في أدوار الشرطي. في هذا السجل، هذا الكوميدي الموهوب معروف بشكل أساسي لعامة الجمهور بأدواره التلفزيونية. الأكثر إثارة للانتباه هو أدائه تحت ظهور المفوض المدوي Faivre ، في الفصول الأربعة الأولى من سلسلة Tiger Brigades .
تم العثور عليها أيضًا في استطلاعات المفوض مايجريت التي تجسدها جان ريتشارد ، الخمس دقائق الأخيرة ، سر الغرفة الصفراء ، سيدة مونسو ، نوستراداموس ، إلى متعة الله ؛ في 16 حلقة من The Camera Explores Time و Joseph Balsamo و Gaston Phoebus و Arsene Lupine و Chateauvallon و Capture Capture of Boulevard Pieces for Au Théâtre ce Soir ، إلخ. كما لعب بيير لافال في الفيلم التلفزيوني التاريخي The Armistice of June 1940 (1983).
في السينما، حيث بدأ التصوير في عام 1958 ، كانت مسيرته هي الدور الثاني الذي يتردد على حد سواء أفلام المؤلف والخيال الشعبي. في الفئة الأولى، وضع هذا الممثل المتكرر لأفلام كلود شابرول موهبته أيضًا في خدمة جاك ريفيت ، وفيليب دي بروكا ، ولويس بونويل (عدة مرات) ، وهنري فيرنويل وكوستا غافراس . في المجموعة الثانية، تحول، في سجل غذائي أكثر، لأندريه هونبيل ، وبرنارد بورديري (في سلسلة أنجليك ) ، وجاك بويتريناود وموريس لابرو .
كان لفرانسوا ميستري ابن في عام 1951 ، وجان فرانسوا، فنان متنوع، المشعوذ، موسيقي، كوميدي، دمية.
بعد طلاقه من آن ماري كوفينيت، تزوج أورور باجوت وأنجبت ابنته، سيسيل ميستري، المولودة في عام 1967 ، مديرة الأفلام القصيرة والممثلة ومساعدة المخرجة وكاتبة السيناريو، وخاصة في أفلام كلود شابرول  ، منها هي صهره.

## روابط خارجية
- فرانسوا مايستر على موقع IMDb (الإنجليزية)
- فرانسوا مايستر على موقع ألو سيني (الفرنسية)
- فرانسوا مايستر على موقع أول موفي (الإنجليزية)
- فرانسوا مايستر على موقع قاعدة بيانات الأفلام السويدية (السويدية)
- فرانسوا مايستر على موقع ديسكوغز (الإنجليزية)
- فرانسوا مايستر على موقع قاعدة بيانات الفيلم (الإنجليزية)
- فرانسوا مايستر على موقع كينوبويسك (الروسية)